# Les Coscolletes
Les Coscolletes és un indret i partida del terme municipal de Castell de Mur, dins de l'antic terme de Guàrdia de Tremp, al Pallars Jussà.
Està situat en el contrafort sud-oriental del Serrat del Pui, al nord-oest de Guàrdia de Noguera. És a l'extrem de llevant de la Solana del Pui, al sud-oest de Coscolloles i al nord-oest d'Arguinsola, a la dreta del barranc de la Teulera.